# Sverre Andersen
Sverre Andersen (Stavanger, 1936. október 9. – Stavanger, 2016. november 1.) válogatott norvég labdarúgó, kapus, edző.

## Pályafutása

### Klubcsapatban
1952 és 1971 között a Viking FK labdarúgója volt. Egy bajnoki címet és két norvég kupát nyert a csapattal. Négy alkalommal választották az év kapusának Norvégiában. 1971-ben vonult vissza az aktív labdarúgástól.

### A válogatottban
1956 és 1968 között 41 alkalommal szerepelt a norvég válogatottban. A magyar válogatott ellen egyszer játszott, 1957. november 10-én a Népstadionban világbajnoki selejtezőn, ahol a norvég csapat 5–0-s vereséget szenvedett.

### Edzőként
Négy időszakban volt a Viking vezetőedzője. 1960-ban, 1966-ban, 1967 és 1970 között még játékosként vállalta az edzői munkát. 1966-ban Claus Ellingsennel társedzőként irányította csapat szakmai munkáját. A játékos pályafutásának befejezése után 1973-ban és 1985-ben volt az együttes vezetőedzője. Egyik idényben a csapat kapusedzője is volt, valamint több éven át az ifjúsági csapat edzőjeként tevékenykedett.

## Sikerei, díjai
- Az év kapusa Norvégiában: 1962, 1963, 1965, 1968

 Viking FK
- Norvég bajnokság
  - bajnok: 1957–58
- Norvég kupa
  - győztes: 1954, 1960